# Isabelle Adjani
Isabelle Yasmine Adjani (Parijs, 27 juni 1955) is een Franse actrice, filmproducente en zangeres. Ze won in haar carrière vijfmaal de César voor beste actrice, het Franse equivalent van de Oscar.

## Levensloop
Adjani werd in Parijs geboren, in het 17e arrondissement. Ze is de dochter van een Berbers-Algerijnse vader en een Duitse moeder. Op jonge leeftijd werd Adjani aangetrokken door acteren. Ze speelde amateurtoneel op de leeftijd van twaalf jaar. Als veertienjarige verscheen ze in haar eerste film. Na enkele minder belangrijke rollen, ontving zij in 1974 positieve kritieken en veel openbare toejuiching voor haar prestatie in de film La Gifle. Het betekende haar doorbraak in de Franse filmwereld. Het volgende jaar kreeg zij haar eerste ernstige hoofdrol van nouvelle-vague-icoon François Truffaut voor zijn drama L'Histoire d'Adèle H. dat de tragische levensloop van Adèle Hugo oproept. Voor haar vertolking van de jongste dochter van Victor Hugo werd zij genomineerd voor een Oscar voor beste actrice. Dit opende de deur naar rollen in Hollywoodfilms.
In 1982 ontving zij haar eerste César voor beste actrice voor haar rol in de dramatische horrorfilm Possession. In 1984 haalde ze opnieuw de César binnen met haar rol in het broeierig liefdes- en wraakdrama L'Été meurtrier. In 1989 coproduceerde en speelde zij de titelrol in de tragische biopic Camille Claudel. Zij zou haar derde César-prijs en haar tweede nominatie voor een Oscar voor beste actrice krijgen. De film werd tevens genomineerd voor de beste film in een vreemde taal. Dankzij deze grote publiciteit werd zij door het magazine People verkozen tot een van de 50 mooiste mensen in de wereld. Voor haar titelrol in het bloederige historisch drama La reine Margot (1994) werd ze met een vierde César bekroond. Vijftien jaar later behaalde ze haar voorlopig laatste César met het drama La Journée de la jupe (2009).
Adjani is eveneens actief als zangeres. Ze nam onder meer een album (1983) op dat door Serge Gainsbourg werd geproducet. Gainsbourg componeerde de muziek. Adjani schreef de teksten van verscheidene nummers samen met hem. Het lied Pull marine werd een grote hit en was haar bekendste muzikaal wapenfeit.
Adjani heeft een zoon, Barnabé (1979), uit haar relatie met cameraman en filmregisseur Bruno Nuytten. Zij heeft ook een zoon, Gabriel-Kane Day-Lewis (1995), uit haar verhouding met de Britse acteur Daniel Day-Lewis. In 2002 begon ze een relatie met de Franse musicus Jean-Michel Jarre.
Isabelle Adjani speelt in haar eigen Franse taal, in het Engels en het Duits.

## Filmografie
- 2016: Carole Matthieu (Louis-Julien Petit)
- 2014: Sous les jupes des filles (Audrey Dana)
- 2012: David et Madame Hansen (Alexandre Astier)
- 2011: De force (Frank Henry)
- 2010: Mammuth (Benoît Delépine en Gustave de Kervern)
- 2009: La Journée de la jupe (Jean-Paul Lilienfeld)
- 2003: Meneer Ibrahim en de bloemen van de koran (François Dupeyron)
- 2003: Bon Voyage (Jean-Paul Rappeneau)
- 2002: Adolphe (Benoît Jacquot)
- 2002: La Repentie (Laetitia Masson)
- 1998: Paparazzi (Alain Berbérian)
- 1996: Diabolique (Jeremiah S. Chechik)
- 1994: La reine Margot (Patrice Chéreau)
- 1993: Toxic Affair (Philomène Esposito)
- 1990: Lung Ta: Les Cavaliers du Vent (Marie-Jaoul de Poncheville) (vertelster)
- 1988: Camille Claudel (Bruno Nuytten) Oscarnominatie
- 1987: Ishtar (Elaine May)
- 1985: Subway (Luc Besson)
- 1983: L'Été meurtrier (Jean Becker)
- 1982: Antonieta (Carlos Saura)
- 1982: Tout feu, tout flamme (Jean-Paul Rappeneau)
- 1982: Mortelle randonnée (Claude Miller)
- 1981: L'année prochaine, si tout va bien (Jean-Loup Hubert)
- 1981: Possession (Andrzej Żuławski)
- 1981: Quartet (James Ivory)
- 1980: Clara et les Chics Types (Jacques Monnet)
- 1979: Nosferatu: Phantom der Nacht (Werner Herzog)
- 1979: Les Sœurs Brontë (André Téchiné)
- 1978: The Driver (Walter Hill)
- 1976: Barocco (André Téchiné)
- 1976: Le locataire (Roman Polański)
- 1976: Violette et François (Jacques Rouffio)
- 1975: L'Histoire d'Adèle H. (François Truffaut) Oscarnominatie
- 1974: La Gifle (Claude Pinoteau)
- 1973: L'école des femmes (Raymond Rouleau) (televisiefilm)
- 1971: Faustine et le bel été (Nina Companeez)
- 1970: Le petit bougnat (Bernard Toublanc-Michel)

## Prijzen en nominaties

### Prijzen (selectie)
César voor beste actrice:
- 1982: Possession
- 1984: L'Été meurtrier
- 1989: Camille Claudel
- 1995: La reine Margot
- 2010: La Journée de la jupe

Beste Actrice (Filmfestival van Cannes):
- 1981: Possession en Quartet
- Zilveren beer voor beste actrice op het [[Internationaal Filmfestival van Berlijn:
- 1989: Camille Claudel

Premi David di Donatello:
- 1975: La Gifle (beste nieuwe actrice)
- 1976: L'Histoire d'Adèle H. (beste buitenlandse actrice)

New York Film Critics Circle Award]] voor beste actrice
- 1975: L'Histoire d'Adèle H.

### Nominaties
Oscar voor beste actrice:
- 1975: L'Histoire d'Adèle H.
- 1989: Camille Claudel

## Discografie
- Isabelle Adjani (1983)